# NK Zavrč
El Nogometni klub Zavrč, más conocido como NK Zavrč o simplemente Zavrč, fue un club de fútbol ubicado en Zavrč, Baja Estiria (Eslovenia). Fue fundado en 1969 bajo el nombre de NK Bratstvo Zavrč y se disolvió en 2017 debido a problemas financieros. En 2016, un nuevo club fue fundado bajo el nombre DNŠ Zavrč.

## Historia
El club fue fundado el 12 de abril de 1969 con el nombre de Športno društvo Bratstvo Zavrč y, en principio, era una entidad polideportiva para los habitantes de la ciudad. Después de la Guerra de los Diez Días de 1991, por la que Eslovenia alcanzó su independencia, el equipo adoptó el nombre de NK Zavrč y se integró en la Federación Eslovena de Fútbol.
Si bien se ha caracterizado por ser un club modesto durante buena parte de su historia, desde la temporada 2008-09 hasta la 2012-13 encadenó una racha de cinco ascensos consecutivos. Después de ser campeón de segunda división, consiguió debutar en la Prva SNL en la edición 2013-14. El propietario del club era Miran Vuk, antiguo alcalde de Zavrč y una de las mayores fortunas de Eslovenia, mientras que buena parte de la plantilla estaba formada por futbolistas croatas, debido a que el pueblo es un enclave fronterizo con ese país.
En noviembre de 2015, el internacional español Albert Riera fichó por el Zavrč como jugador y director deportivo.
En la temporada 2015-16, el club terminó penúltimo y debió jugar un play-off por la permanencia contra el NK Aluminij, de la segunda división. Si bien Zavrč venció a su rival por un marcador global de 4-3, descendió a la segunda categoría al no obtener una licencia para jugar en la primera división en la próxima temporada, debido a razones financieras. En la temporada 2016-17, jugando en la Segunda Liga de Eslovenia, abandonó el campeonato tras haber disputado 9 partidos. El club fue relegado a la categoría más baja y se le prohibió el ascenso a la tercera división hasta la temporada 2019-20 inclusive. Sin embargo, el club terminó desapareciendo en 2017 por problemas económicos.

## Estadio
El club disputaba sus partidos como local en el Športni park Zavrč, un recinto con capacidad para 962 espectadores en una única tribuna. La instalación se inauguró en 2003 y posteriormente se han hecho remodelaciones para convertirlo en un campo propio de la máxima categoría nacional. El estadio podía albergar partidos durante la noche, ya que los reflectores se instalaron en mayo de 2012. En 2013, se demolió la antigua grada y se construyó una nueva, que fue inaugurada en 2015. Este campo está a tan solo cinco kilómetros de la frontera con Croacia.

## Jugadores

### Jugadores famosos
- Jože Benko
- Aleš Čeh
- Andrej Dugolin
- Franc Fridl
- Matjaž Lunder
- Albert Riera
- Zlatan Muslimović

## Palmarés

### Torneos nacionales
| Competición                          | Títulos          |
| ------------------------------------ | ---------------- |
| Segunda Liga de Eslovenia (1)        | 2013             |
| Tercera Liga de Eslovenia (este) (3) | 2005, 2007, 2012 |
| MNZ Ptuj 1. Class (2)*               | 2004, 2010       |
| MNZ Ptuj 2. Class (2)**              | 2002, 2009       |
| Liga de Baja Estiria (1)***          | 2011             |

* Actualmente, la MNZ Ptuj 1. Class es la quinta división, aunque cuando el club la ganó en la temporada 2003-04 era la cuarta categoría.
** Actualmente, la MNZ Ptuj 2. Class es la sexta división, aunque cuando el club la ganó en la temporada 2001-02 era la quinta categoría.
*** La Liga de Baja Estiria era la cuarta división.

### Torneos regionales
| Competición                                              | Títulos                            |
| -------------------------------------------------------- | ---------------------------------- |
| Copa de la Asociación de Fútbol Intercomunal de Ptuj (6) | 2004, 2006, 2008, 2011, 2012, 2013 |